# Abdalá
Abdalá o Abdulah (en árabe عبدالله, ʿabdallāh) es un nombre de varón de origen árabe que significa «servidor de Dios», de uso frecuente entre musulmanes, aunque los cristianos de lengua árabe y siriaca lo han utilizado desde antes de la aparición del islam, no solo como antropónimo sino también como nombre de familia. Además de estas dos formas, que son las más usuales, puede aparecer transcrito como Abdou Allah, Abdellah, Abdula, Abdollah o Abdalá (siendo esta última una forma tradicionalmente usada en castellano y usada por hispanoparlantes).

## Etimología y contexto
En árabe, Abd Allah y Abdullah se escriben igual. La diferencia entre ambas formas radica en que la primera refleja la pronunciación del árabe hablado moderno, mientras que la segunda transcribe una pronunciación clásica, siendo la u breve la marca de nominativo de la palabra ʿabd («esclavo»). Esta última forma, la más clásica, es la comúnmente utilizada en muchas lenguas de pueblos de lenguas no semíticas, como el urdu, el turco, el persa y otras. Otras formas de transcribir el nombre reflejan los distintos acentos con que se pronuncia (en árabe coloquial con frecuencia podemos oír, por ejemplo, ʿabd [e]l-la) o la adaptación fonética a distintos idiomas. 
Es un nombre muy corriente, cuyo significado, «esclavo de Dios», de algún modo condensa el de todos los nombres islámicos con la forma ʿabd al-, ya que lo que sigue es casi siempre uno de los 99 nombres de Dios.